# Колос (стадіон, Іллінці)
Стадіон «Колос» — багатофункціональний стадіон у місті Іллінці Вінницької області, частина місцевого спортивно-оздоровчого комплексу. 
Домашня футбольна арена клубу «Будівельник» (Іллінці), який виступає в першій лізі чемпіонату Вінницької області.
ФК «Старт» ДЮСШ.

## З історії
Зведений у 1989 році.
Станом на травень 2013 році для глядачів на стадіоні передбачені дерев'яні лави. 
У 2017 році на стадіоні відбулася реконструкція, в рамках якої побудовано водогони та бігові доріжки зі штучним покриттям.